# Субалтерн
Субалтерн (субальтерн, англ. Subaltern) — это термин, широко распространённый в критических и постколониальных исследованиях. Термин служит для обозначения невидимости и угнетённости подчинённых групп.

## Определение в марксистской теории
Термин «субалтерн» впервые был использован итальянским философом Антонио Грамши, который указывал на подчиненное положение маргинализированных слоев, лишенных политического голоса. По мнению социолога М. Симона, этот термин из военного лексикона (наряду с «позиционной и маневренной войной») отражает милитаристский характер метафор, основываясь на которых Грамши призывал к борьбе против гегемонии.

## Постколониальные исследования
Из «Тюремных тетрадей» Грамши понятие «субалтерн» перекочевало в словарь постколониальной теории, образовав отдельную междисциплинарную область subaltern studies. Это заимствование произвели представители Группы исследований Южной Азии (Subaltern Studies Group), состоявшей преимущественно из ученых индийского происхождения. Группа исследователей нацелилась на то, чтобы продемонстрировать слепоту официальных историографий применительно к подчиненным группам колонизированных регионов. Так, один из идеологов группы, Ранаджит Гуха, определял субалтернов как «демографическую разницу между всем населением Индии и теми, кого обычно описывают как „элиты“». Кроме Группы исследований Южной Азии, сформировалось ещё несколько объединений subaltern studies по региональному принципу: например, группа исследований креольской культуры и Latin American subaltern studies.

## Гендерные исследования
Феминистская исследовательница Гаятри Спивак дополнила понимание проблемы субалтерна гендерной перспективой и привнесла в него категорию «репрезентации». В статье «Могут ли угнетенные говорить» (1988 г.) Спивак показывает, что индийские женщины в Британской империи подвергались двойному исключению — со стороны колониальной администрации и со стороны местных структур патриархальной власти.

## Дискурсы развития и сопротивления
Сегодня понятие «субалтерн» также широко обсуждается благодаря работам профессора Йельского университета Джеймса Скотта. Скотт фокусируется в своих работах на практиках сопротивления подчиненных групп (преимущественно из Юго-Восточной Азии), которые подвергаются многоуровневой эксплуатации (в классовом, этническом, правовом плане).
Британская исследовательница Виктория Лоусон показала, как колониальные структуры власти игнорировали разнообразие и специфику местного населения, создавая универсальные административные единицы.

## Критика
Критика Группы исследований Южной Азии, в том числе и поздняя критика со стороны участников самой группы, состояла в том, что постепенно произошел сдвиг от изначальной критики классового угнетения в сторону постструктуралистского анализа.